# Henri Elby (1918–1986)
Pour le père, voir Henri Elby (1894–1974).
Henri Elby, né le 22 novembre 1918 et mort le 31 juillet 1986 est un homme politique français qui a représenté le Pas-de-Calais au Sénat de 1983 à 1986.
Il est le fils de Henri Elby et le petit-fils de Jules Elby. Il a été élu au Sénat en 1983 et siège avec le groupe de l'Union des Républicains et Indépendants. Il a été membre du comité des affaires économiques. Il meurt en fonction en 1986.
Il est chevalier de l'ordre national du Mérite.